# NGC 455

NGC 455

 NGC 455  هي مجرة محدبة تقع في كوكبة الحوت. تم اكتشافها في 27 أكتوبر 1864 من قبل ألبرت مارث. وصفها درير بأنها «خافتة وصغيرة جدا ونجمية تقريبا».

## وصلات خارجية
- NGC 455 على موقع ويكي سكاي: DSS2, SDSS, GALEX, IRAS, Hydrogen α, X-Ray, Astrophoto, Sky Map, Articles and images